# Liste der Monuments historiques in Fauverney
Die Liste der Monuments historiques in Fauverney führt die Monuments historiques in der französischen Gemeinde Fauverney auf.

## Liste der Objekte
| Bezeichnung      | Beschreibung | Standort                        | Kennzeichnung | Schutzstatus | Datum | Bild |
| ---------------- | --- | ------------------------------- | ------------- | ------------ | ----- | ---- |
| Taufbecken       | Kalkstein, 15. Jahrhundert | in der Kirche St-Georges (Lage) | PM21001072    | Classé       | 1908  |      |
| Kelch und Patene | Kelch: Silber, zwischen 1690 und 1693, Goldschmied Antoine Machereau; Patene: Silber, zwischen 1809 und 1819, um 1984 verschwunden | in der Kirche St-Georges (Lage) | PM21001073    | Classé       | 1974  |      |